# احمد سویدانی
احمد سویدانی (عربی: أحمد سويداني؛ ۱۹۳۲ – ۱۹۹۴) سرلشکر نیروی زمینی سوریه بود، که در فاصله سال‌های ۱۹۶۶ تا ۱۹۶۸ به‌عنوان رئیس ستاد کل نیروهای مسلح سوریه فعالیت می‌کرد. او بیشتر به خاطر کشف نقشه الی کوهن، جاسوس اسرائیلی، شناخته می‌شود.
سویدانی فعالیت نظامی را از سال ۱۹۵۰ در ارتش سوریه آغاز کرد. او از ۱۹۶۳ تا ۱۹۶۵ رئیس اطلاعات ارتش سوریه بود و در فاصله سال‌های ۱۹۶۵ تا ۱۹۶۶ ریاست دفتر پرسنل نظامی را برعهده داشت. او در سال ۱۹۶۸ به دلیل سوءظن به توطئه کودتا از کار برکنار و زندانی شد. در سال ۱۹۹۴ آزاد شد و اندکی پس از آن درگذشت.
احمد سویدانی در سریال تلویزیونی «جاسوس» محصول نتفلیکس توسط الکساندر صدیق به تصویر کشیده شده است.

## زندگی
احمد سویدانی در سال ۱۹۳۲ در شهر نوا زاده شد. او به بنی سویدان، یک طایفه مسلمان سنی از حوران، تعلق داشت. در قرن هفدهم، قبل از اینکه شهر سویدا به یک مرکز عمدتاً دروزی تبدیل شود، روسای شهر اغلب از بنی سویدان بودند. پدر احمد یک دهقان بود، اگرچه نسبتاً از اکثر دهقانان نوا وضعیت مالی بهتری داشت و عضوی از طبقه سرشناس روستا بود.

## سوابق نظامی
سویدانی از آکادمی نظامی حمص فارغ‌التحصیل شد و به حزب بعث پیوست. در سال‌های ۱۹۶۳ تا ۱۹۶۵، او به عنوان رئیس اداره اطلاعات نظامی خدمت کرد. در این مدت او به تأمین مالی و تأمین سلاح برای جنبش مسلح فلسطینی فتح کمک کرد و به ویژه با یاسر عرفات و صلاح خلف (ابو ایاد) همکاری داشت.
در سال ۱۹۶۵ او رئیس دفتر پرسنل نظامی شد. وی با رئیس‌جمهور امین الحافظ و رئیس ستاد صلاح جدید متحد نزدیک شد. احمد در کودتای ۱۹۶۶ سوریه که نورالدین الاتاسی به عنوان رئیس‌جمهور جدید منصوب شد، شرکت فعال داشت. سپس سویدانی به درجه سرلشکری ارتقا یافت و به عنوان رئیس ستاد کل نیروهای مسلح سوریه منصوب شد. او این سمت را در طول شکست سوریه از اسرائیل در جنگ شش روزه ۱۹۶۷ بر عهده داشت. سویدانی، حافظ اسد، وزیر دفاع، را به خاطر از دست دادن بلندی‌های جولان به دست نیروهای اسرائیلی سرزنش کرد و در فرماندهی عالی سوریه اختلاف ایجاد شد. سویدانی گزارشی نوشت و اسد را محکوم کرد، اما اسد با ادعاهایی مبنی بر اینکه احمد با همکاری حدود ۱۰۰ افسر از حوران در حال کودتا است، پاسخ داد. در نتیجه سوءظن اسد، جدید، سویدانی را در فوریه ۱۹۶۸ برکنار کرد.

## دستگیری و زندان
در طول پروازی که احمد در ژوئیه ۱۹۶۹ از بغداد به قاهره انجام می‌داد، هواپیمای او توسط مقامات سوری در دمشق مجبور به فرود اضطراری شد و در نتیجه او دستگیر شد. پس از آن، تمام وفاداران او از حوران از افسران اخراج شدند. او در دوران ریاست جمهوری حافظ اسد تا زمان آزادی‌اش در فوریه ۱۹۹۴ در زندان ماند. اندکی پس از آزادی، در همان سال، در زادگاهش درگذشت.

## رسانه
احمد سویدانی توسط الکساندر صدیق در سریال تلویزیونی «جاسوس» محصول نتفلیکس به تصویر کشیده شد.